# Rheinmetall
A Rheinmetall AG hadipari és járműipari nemzetközi vállalat. A két vállalati szektorban öt divízióval és 39 leányvállalattal rendelkezik, székhelye a németországi Düsseldorfban van. A 2020-es pénzügyi évben a vállalat 5,875 milliárd euró árbevételt realizált, és világszerte 25 329 főnek adott munkát.
A hadipari szegmensének 2019-es forgalma 3,522 milliárd eurót tett ki, míg autóipari szegmense ugyanebben az időszakban 2,736 milliárd euró bevétellel zárt. A cég nevéhez olyan korszerű harcjárművek kötődnek, mint a Leopard 2, a Boxer, a PZH2000 vagy a Lynx gyalogsági harcjármű.

## Cégtörténet
A vállalat 1889-ben alakult “Rheinische Metallwaaren- und Maschinenfabrik Aktiengesellschaft” néven. Ugyanebben az évben megkezdte működését az első gyáregység Düsseldorf-Derendorf területén.
A Rheinmetall 1898-ban mutatta be első csillapított hátrasiklású lövegét, 1901-ben felvásárolta sömmerdai lőszer és fegyvergyárat.
Az 1919-es versailles-i békeszerződés jelentősen korlátozza a német hadsereget és hadipart, így Rheinmetall is új, civil piacok felé nyitott. Gőzmozdonyokat, gőzekéket és irodai felszereléseket kezdett gyártani.
A cég 1921-től kezdett ismét fegyverek gyártásába, 1925-től pedig a német állam többségi tulajdonába került. 1933-ban a vállalat felvásárolja a mozdonyok gyártásával foglalkozó berlini August Borsig GmbH-t, így a vállalat neve Rheinmetall-Borsig AG. A cég központja is Berlinbe költözött.
    

A második világháborúban a Rheinmetall-Borsig AG többnyire lövegeket fejlesztett és gyártott. A cég nevéhez fűződik a híres "88-as" légvédelmi lövegek (8,8 cm Flak 18/36/37/41), a Panther harckocsi 7,5 cm-es lövege (K.w.K 42) valamint 600 mm átmérőjű, 1,25 tonnás lövedékeket kilövő önjáró mozsárágyú a Karl-Gerät kifejlesztés és gyártása. A háború végére a cég üzemeinek nagy része megsérült vagy teljesen megsemmisült a légitámadásokban. Sok üzemet keletre, a mai Lengyelország illetve a későbbi NDK területére költöztettek a háború alatt, mivel a szövetségesek bombázói így nehezebben érték el azokat, azonban ezek a szovjet megszállás miatt mind odavesztek. A háború végén a szövetségesek megtiltották bármiféle katonai felszerelés gyártását Németország számára.    

A Rheinmetall termékei a 20. század első feléből
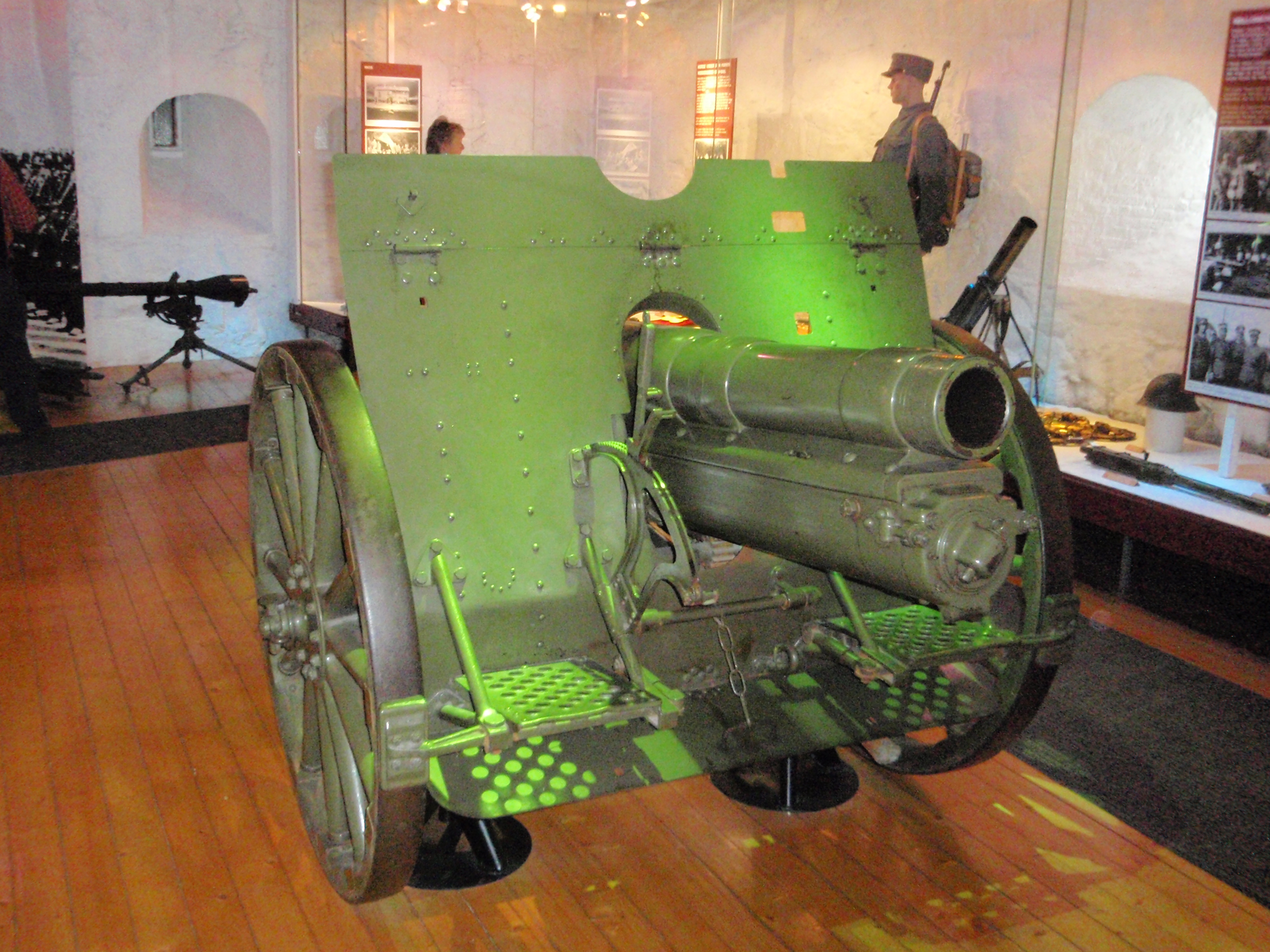
1908-ban bemutatott leFH08 löveg
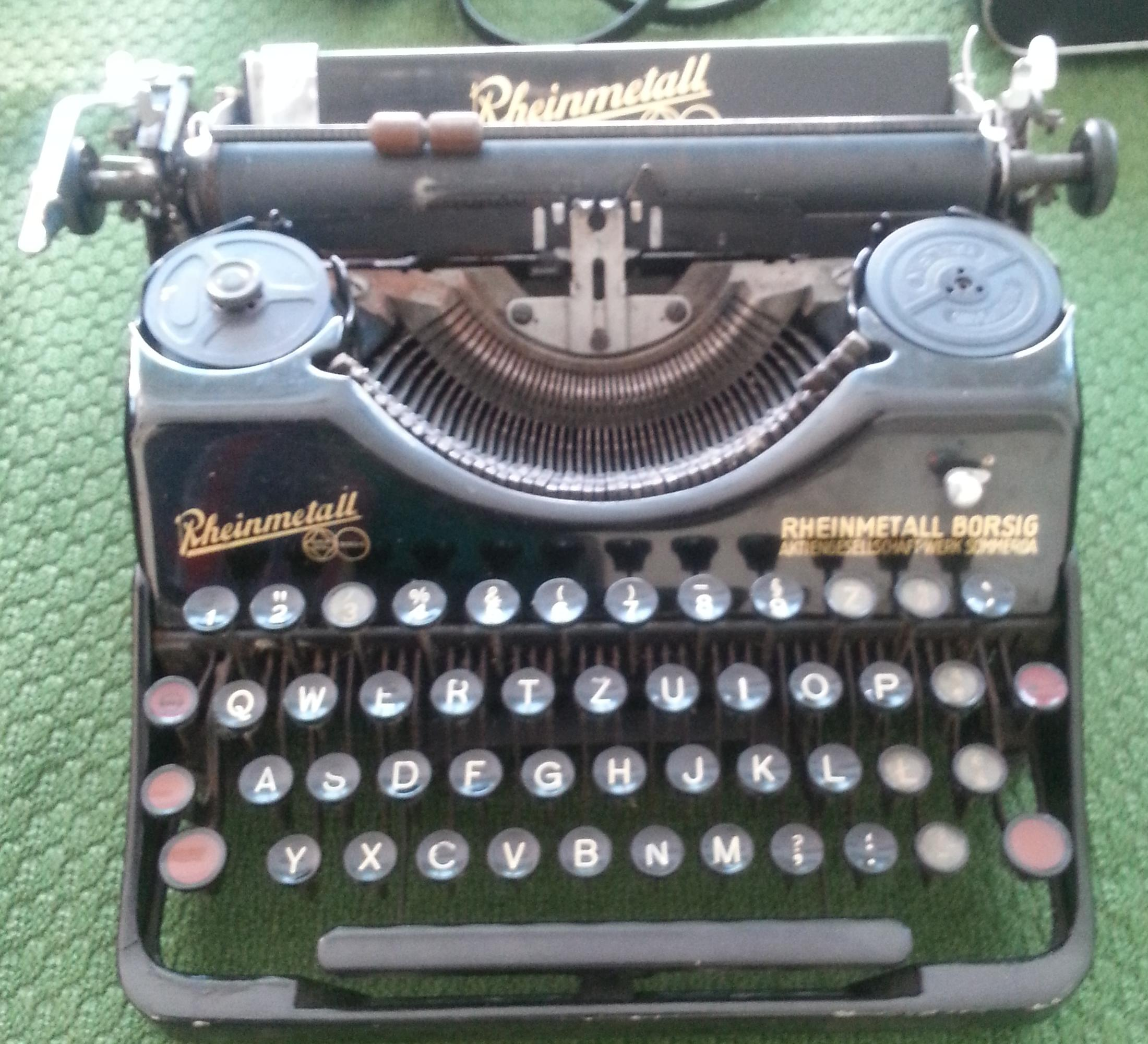
Rheinmetall-Borsig írógép
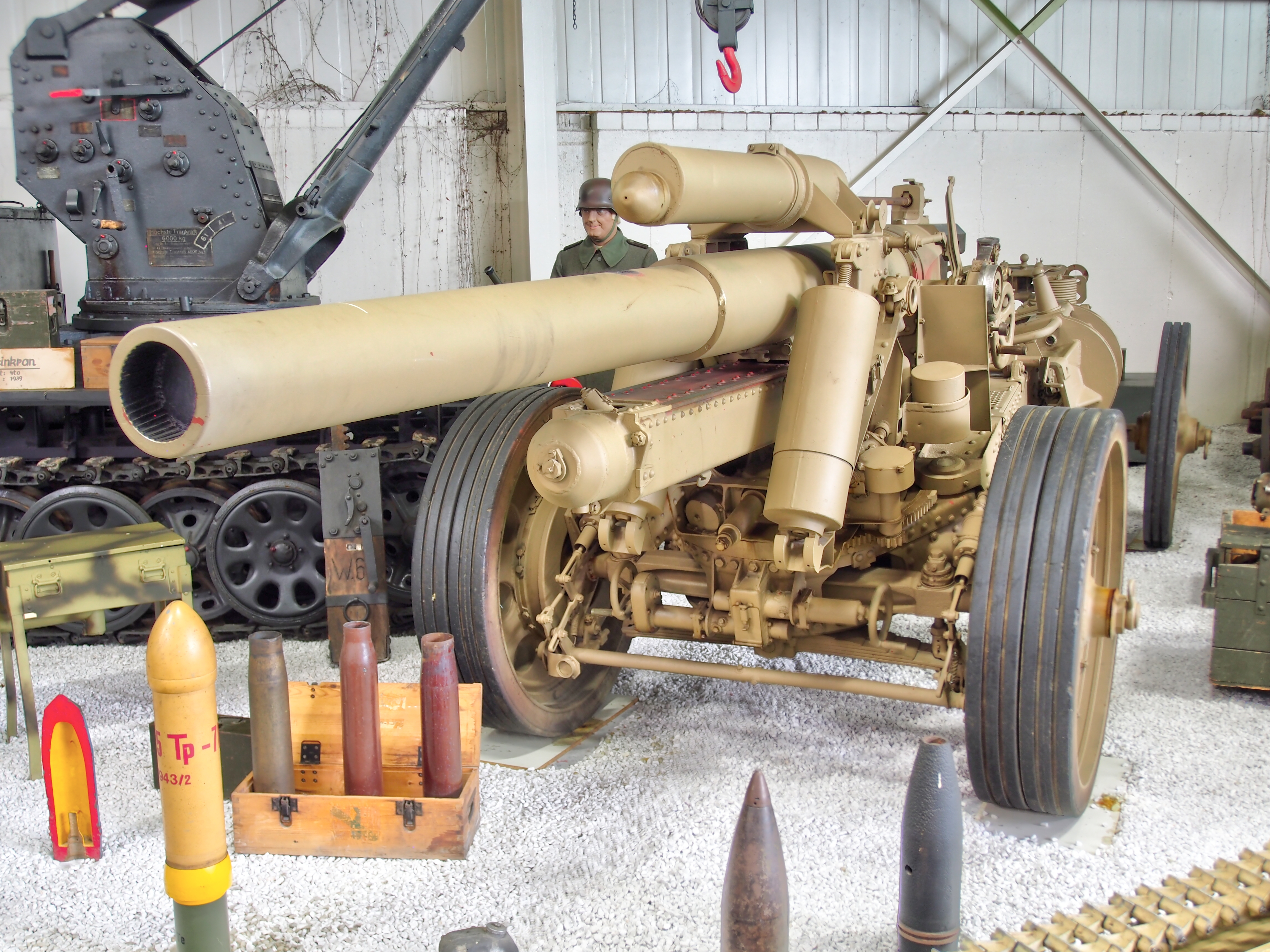
Az FH18-as löveg a Wehrmacht nehéztüzérségének gerincét adta
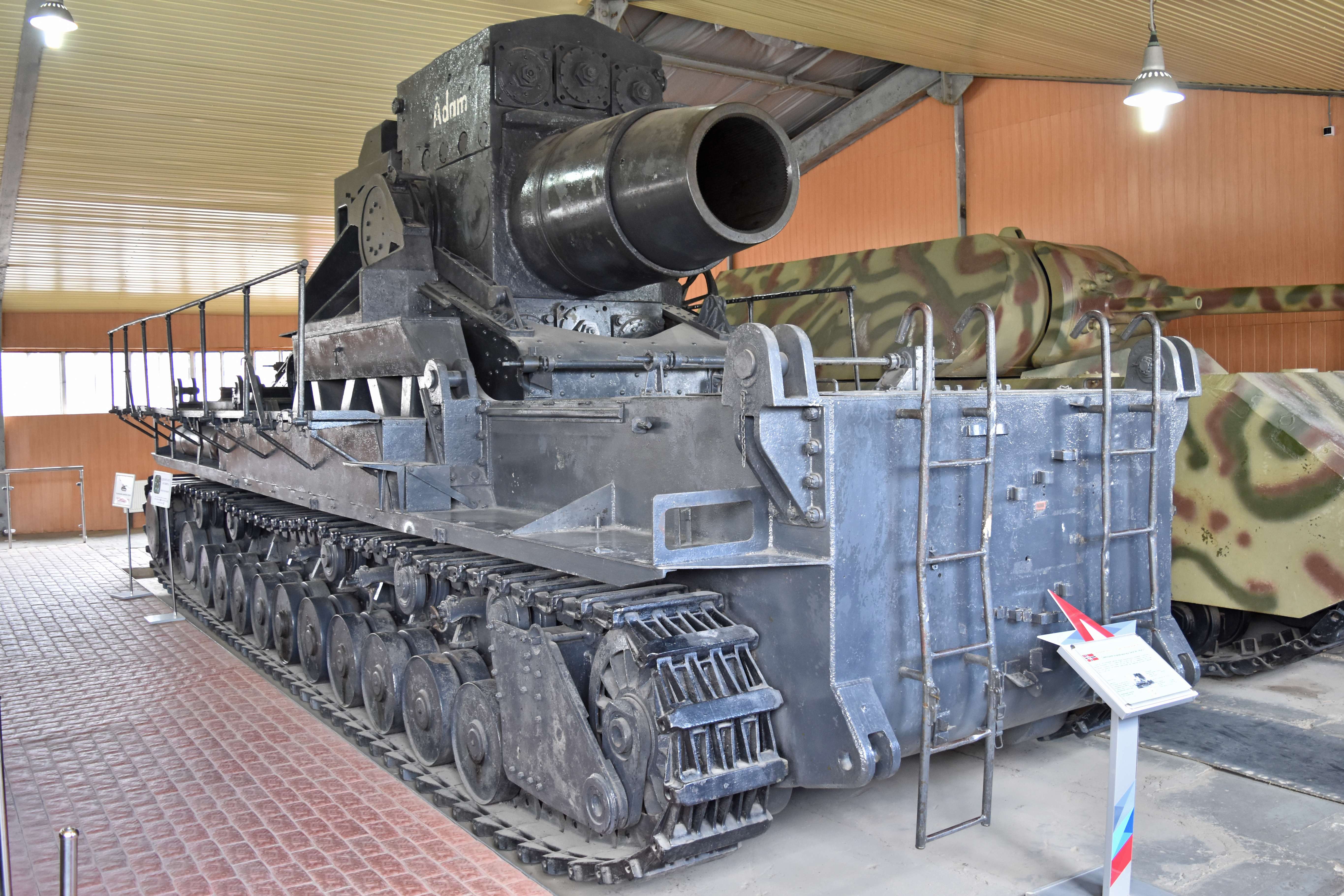
600 mm-es önjáró mozsár: a  Karl-Gerät
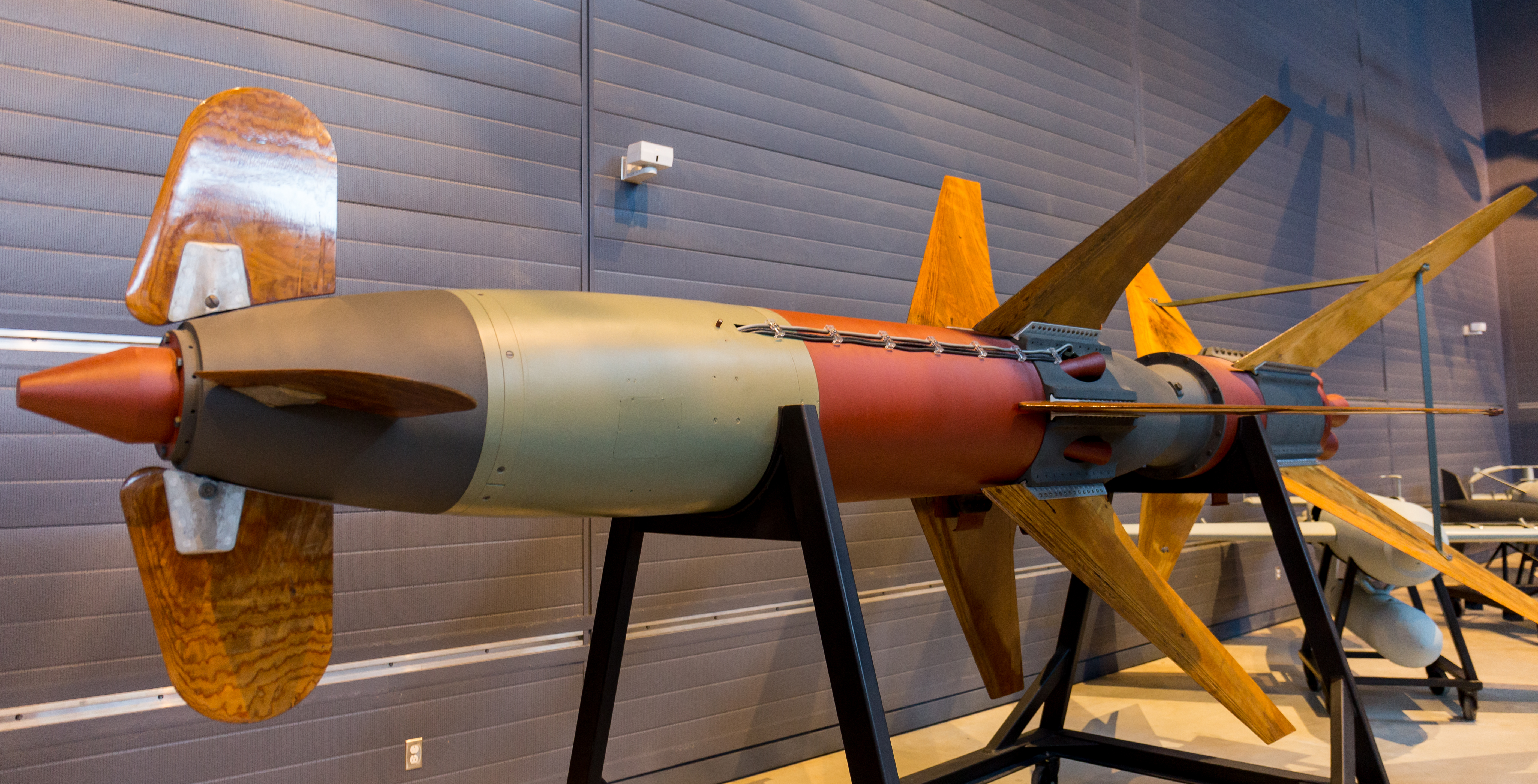
Rheintochter R 1 - az első irányított légvédelmi rakéták egyike szintén a Rheinmetall terméke volt

1950-ben civil termékek gyártásába kezdett a cég immár ismét düsseldorfi központtal, de ez irányú próbálkozásai nem igazán voltak sikeresek.         
1956-ban a tulajdonosi szerkezet és cég struktúra átalakult, a Borsig kivált a cégből és a Rheinmetall Berlin AG néven működő cég ezzel visszatért a kezdetekhez: düsseldorfi központtal ismét fegyvereket gyártott. A háború utáni első terméke az MG42-es géppuska volt.         
1962 újabb fontos mérföldkő: újra elkezdték lövegcsövek illetve más lövegkomponensek gyártását.          
1965-ben megkezdődött a 120 milliméteres sima csövű harckocsilöveg kifejlesztése, amely máig a legelterjedtebb harckocsilöveg a világon. Ennek a lövegnek a különféle változatait használja a német Leopard 2, az amerikai Abrams és a japán Type90 és Type10 harckocsi is.         
1970-ben a Rheinmetall felvásárolta a Nico-Pyrotechnik vállalatot bővítve ezzel a lőszergyártó képességét.         
1979-ben átadásra kerül az első Leopard 2 harckocsi a német hadseregnek, amely a Rheinmetall új 120 mm-es lövegével van felszerelve.           
1979 és 1981 között számos átalakítás történt: a nem igazán nyereséges, többnyire civil termékeket gyártó üzletágaktól megszabadultak, míg másokat erősítettek.         
1986-ban a cég felvásárolja a Pierburg GmbH és ezzel megvetette a lábát a gépjármű iparban, mint alkatrész-beszállító.         
1988-ban kezdték meg a SMArt-155 lövedékek fejlesztését.          
1989-ben a Rheinmetall többségi részesdést szerez a MaK Systemgesellschaft vállalatban, amellyel először vált képessé komplett harcjárművek előállítására. A MaK-hoz kötődik a Marder és Wiesel harcjárművek fejlesztése, amely így most már a Rheinmetall termékportfólióját gazdagítják.          
1990 és 1992 között a cég elhagyja düsseldorf-derendorfi üzemét és Unterlüssbe költözteti a hadieszközöket előállító gyárát.         
Az 1990-es években Rheinmetall felvásárlásokba kezdett mind hadipari mind autóipari területen.         
1996-ban szerezte meg a STN Atlas Elektronik GmbH vállalatot, amellyel hadipari elektronikai rendszerek terén szerez jelentős picai pozíciót. Ugyan ebben a cég neve Rheinmetall AG-re változott.         
1997-ben megalakult Rheinmetall Electronics, a cég elektornikai divíziója, amely magába olvasztotta az addig felvásárolt elektronikai vállalatokat         
1998-ban Rheinmetall felvásárolta Kolbenschmidt AG-t, amely egy motoralkatrészeket gyártó vállalkozás és összeolvasztja a  Pierburg GmbH-val. Így született meg a Kolbenschmidt Pierburg AG.         
1999-ben Rheinmetall megszerezte a svájci Oerlikon Contraves vállalatot. Az Oerlikon neve sokáig egyet jelentett közepes kaliberű csöves légvédelmi fegyverekkel és még ma is piacvezető ezen a területen. Az egykori Oerlikon ma Rheinmetall Air Defence AG néven működik tovább.
A 2000-es években Rheinmetall folytatta a felvásárlásokat illetve néhány szegmensben adott is el vállalatokat. A teljesség igénye nélkül az alábbiak voltak főbb akvizíciók és változások a cég 21. századi történetében.
2001-ben Kolbenschmidt Pierburg AG, a cégcsoport legfőbb autóipari vállalata üzemet nyitott Sanghaiban. Ez volt a cég első kínai beruházása.
2005-ben a cégcsoporthoz került az infravörös érzékelőkkel foglalkozó AIM Infrarot-Module vállalat illetve az osztrák Arges lőszergyár. 
2006-ban a Bundeswehr 50. születésnapján bemutatták a Puma harcjármű prototípusát, amelynek kifejlesztésében a Rheinmetall is közreműködött.
2007-ben  a cégcsoporthoz került bonni székhelyű Chempro GmbH, a svájci .Zaugg Elektronik AG, amely gyutacsokat gyárt lőszerekhez. A Rheinemtall részesedést szerez az ADS Gesellschaft für aktive Schutzsysteme mbH vállalatban, amely aktív védelmi rendszerek fejlesztésével foglalkozik. Ezzel a Rheinmetall jelentősen megerősített a pozícióit a katonai lőszerek és védelmi rendszerek piacán. 
2008-ban Rheinmetall Defence felvásárolja a holland járműgyártó Stork PWV B.V.-t tovább erősítve részesedését a Boxer harcjármű projektben. Ugyanebben az évben 51%-os részenést szerez a cég a dél-afrikai Denel Munition (Pty) Ltd. lőszergyárban.
2009-ben átadásra kerülnek a Puma és Boxer harcjárművek első példányai.
2010-ben a Rheinmetall AG .és MAN Nutzfahrzeuge AG közösen létrehozza Rheinmetall MAN Military Vehicles GmbH (RMMV) vállalatot, hogy közösen fejlesszenek illetve gyártsanak katonai teherautókat. Ugyanebben az évben a Rheinmetall teljesen átveszi az irányítást a norvég Simrad Optronics ASA föltött, amely távirányítású fegyverállványok, tornyok (RCWS) fejlesztésével foglalkozik.

## Működési struktúra és főbb termékek
A vállalat 39 leányvállalattal rendelkezik, amelyek 5 divízióba vannak szervezve az alábbiak szerint.

#### Jármű rendszerek divízió
Ez a logisztikai és harci járműveket fejlesztő és gyártó részlege a cégnek: kerekes és lánctalpas járművekkel egyaránt foglalkozik. Ez tekinthető a cég egyik legfontosabb, ha nem a legfontosabb üzletágának. A Rheinmetall a MAN teherautógyárral közös vállalkozása katonai teherautókat is előállít.  

#### Fegyverek és lőszerek divízió
Ez a részleg foglalkozik mindennel ami támad és véd a harcmezőn. Ide tartoznak a lőfegyverek és lőszerek, meghajtó töltetek (pl. lőpor vagy autók légzsákjait felfújó töltet) valamint a védelmi rendszerek mint például a páncélzatok, aktív védelmi rendszerek.

#### Elektronikai rendszerek divízió
Digitalizáció, hálózatosítás és minden ami "cyber" - ezek jellemzik ennek a részlegnek a tevékenységét. A részleg feladata hogy egységes, jól működő rendszereket hozzon létre a különálló elemekből az érzékelőktől kezdve a hordozó platformon és az azt kezelő katonákon át a  megfelelő hatást kiváltó fegyverekig. A részleg főbb egységei: légvédelmi és radar rendszerek, integrált elektronikai rendszerek valamint műszaki kiadványok, rendszerleírások előállítása is a feladatai közé tartozik. 

#### Érzékelők és működtető szerkezetek divízió
Ez a részleg leginkább autóipari alkatrészek, szelepek, pumpák fejlesztésével és gyártásával foglalkozik.

#### Anyagok és kereskedelem divízió
Ez a részleg két fő tevékenységet végez: motorokhoz készít dugattyúkat, öntvényeket illetve egyéb alkatrészeket. Emellett ez a részleg végzi a cégcsoport terméktámogatási tevékenységét.

A Rheinmetall vállalatcsoport ismertebb termékei képekben
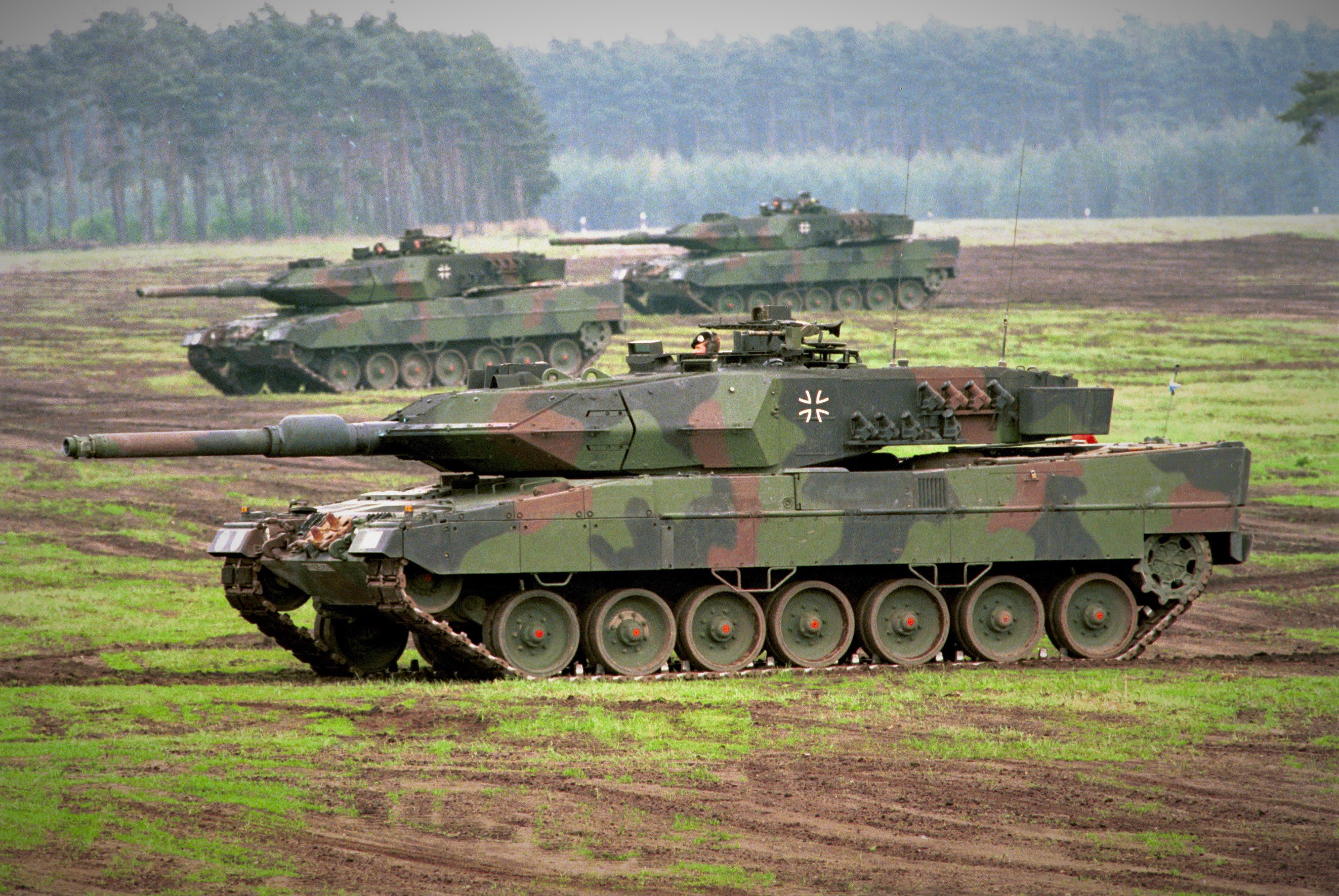
A Leopard 2 a KMW vállalattal közös termék - a RM a löveget és néhány másik komponenst gyártja
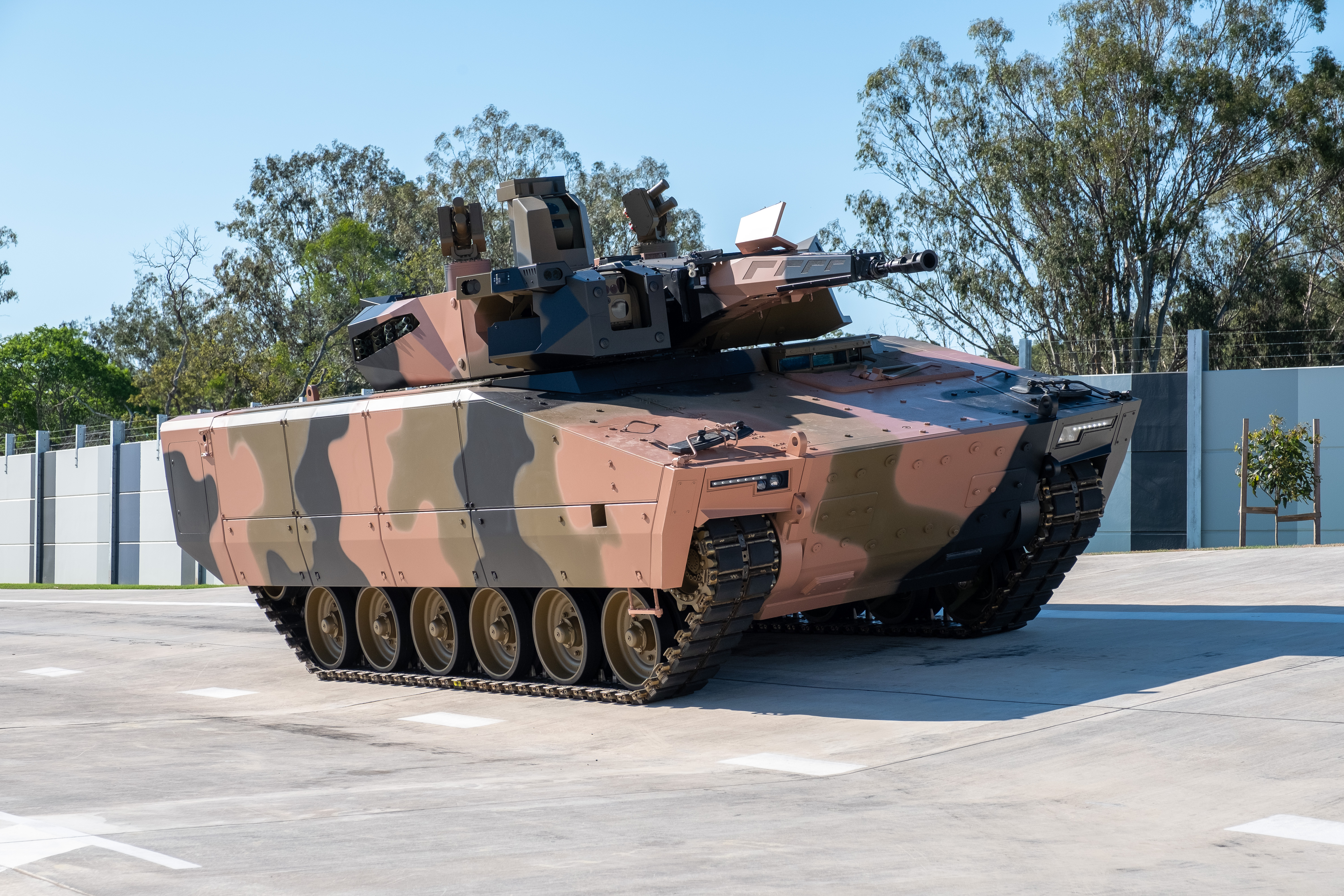
Lynx KF41 - a RM legújabb harcjárműve, amelyet a Honvédség is rendszeresít
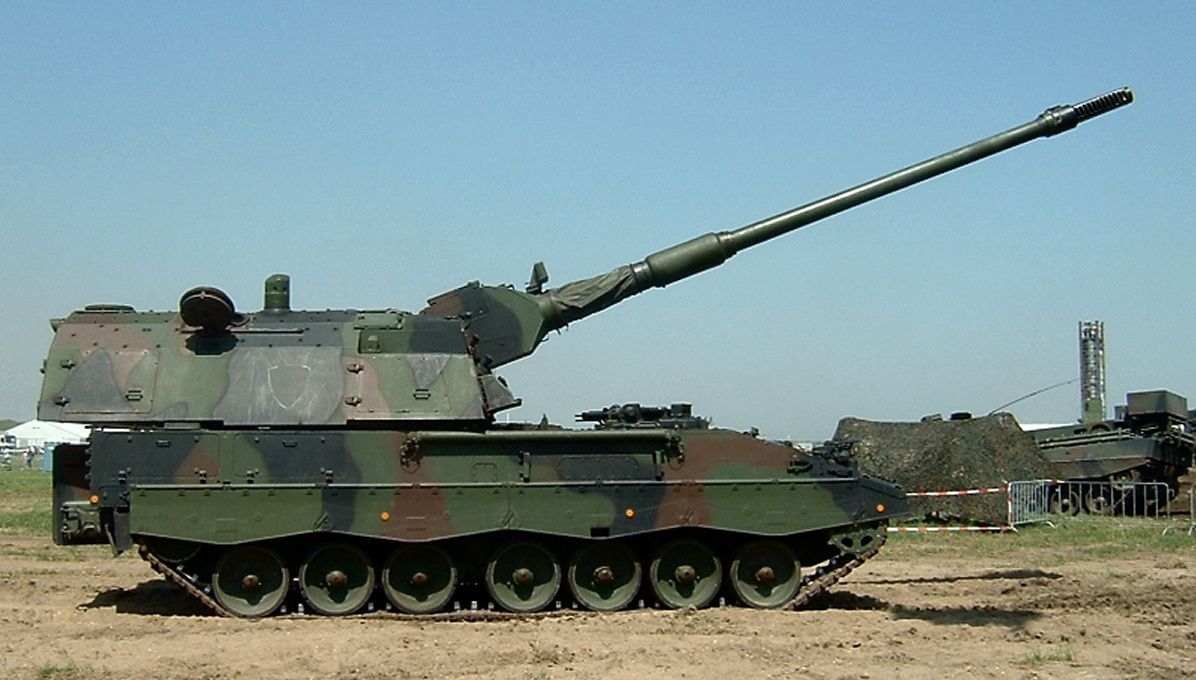
PZH2000 önjáró löveg a KMW vállalattal közös termék - a RM a lövegét és néhány másik komponensét készíti
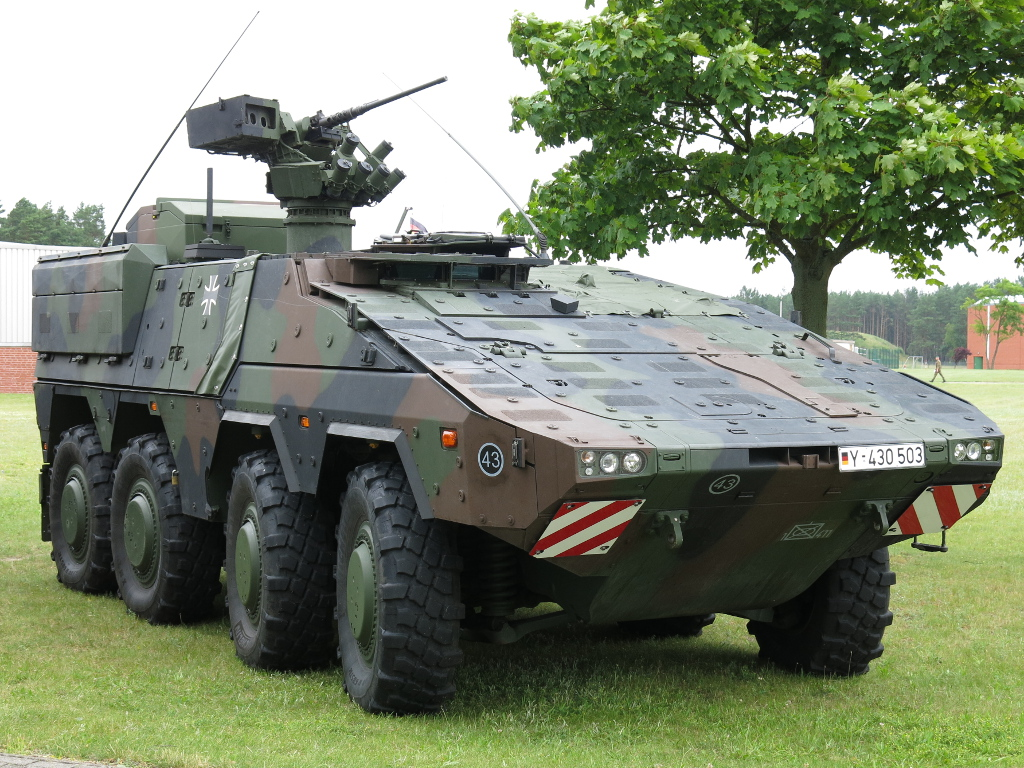
Boxer kerekes harcjármű
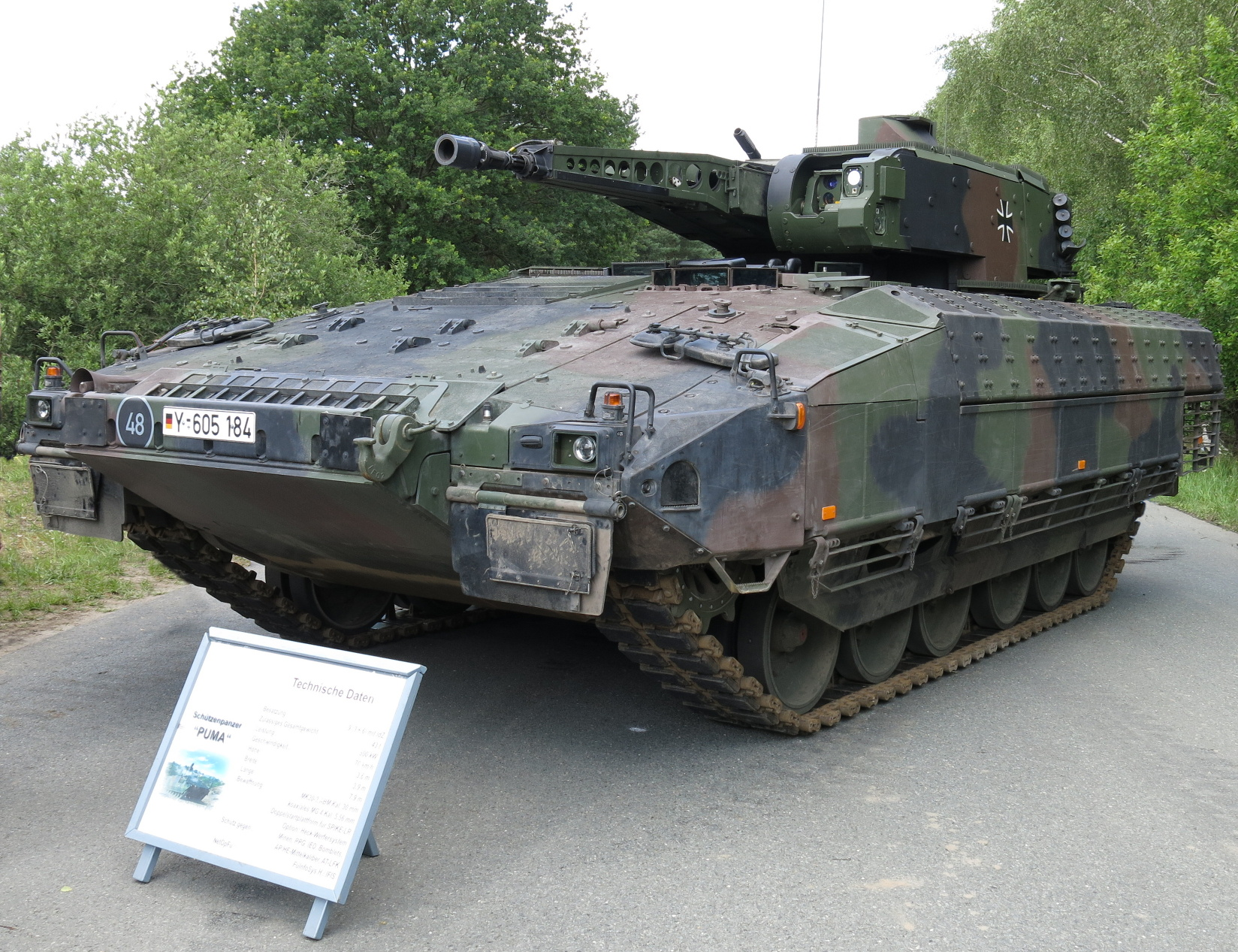
Puma gyalogsági harcjármű
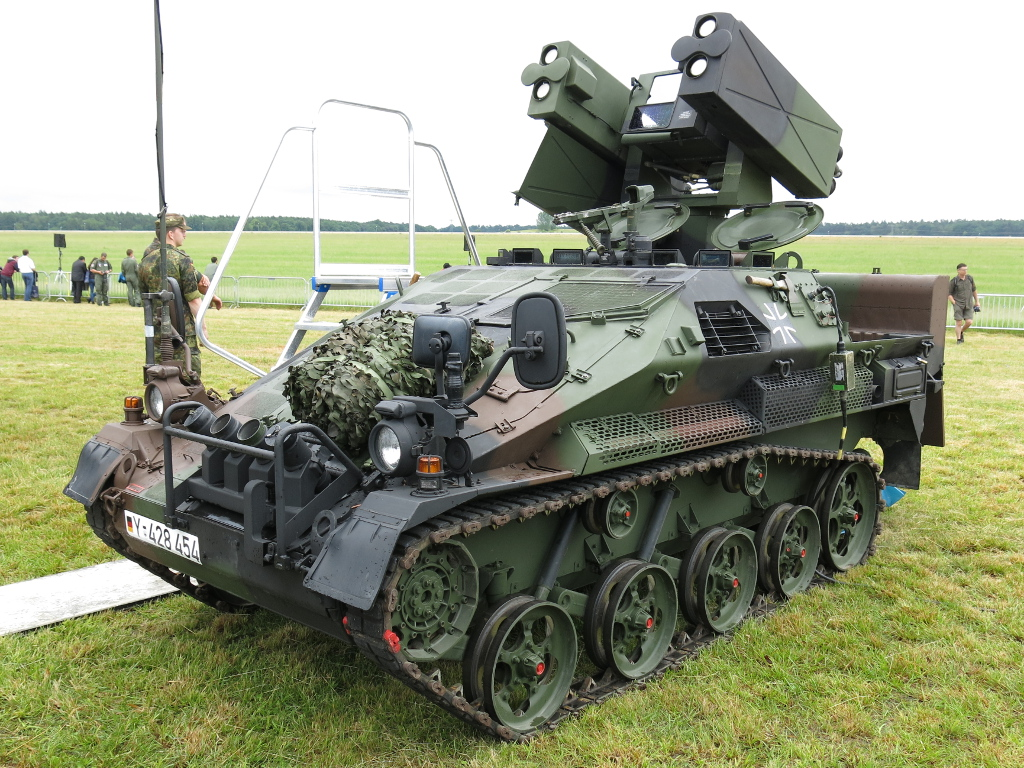
Wiesel 2 - német ejtőernyős csapatok könnyű harcjárműve. A képen légvédelmi változat látható.
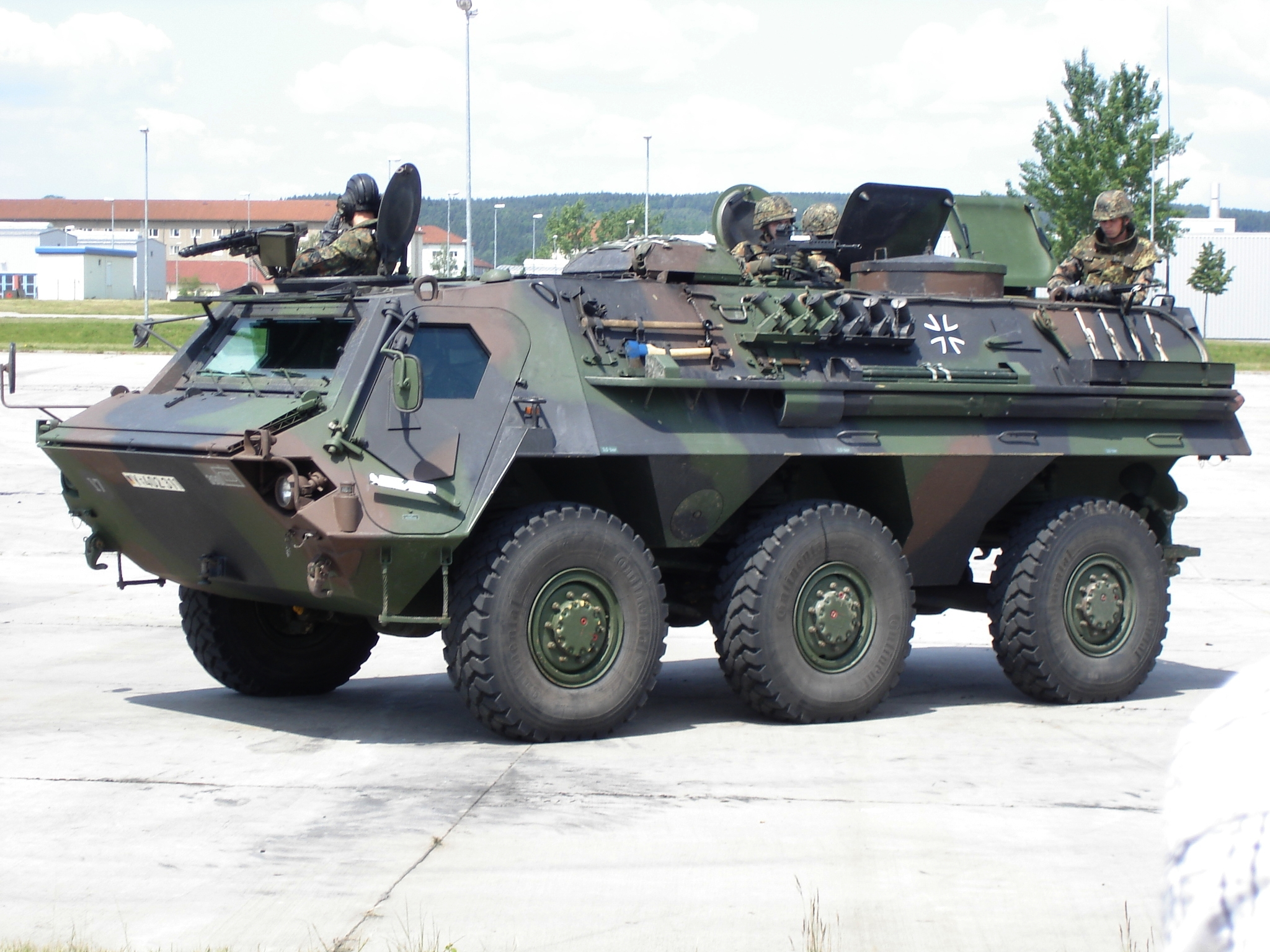
Fuchs APC
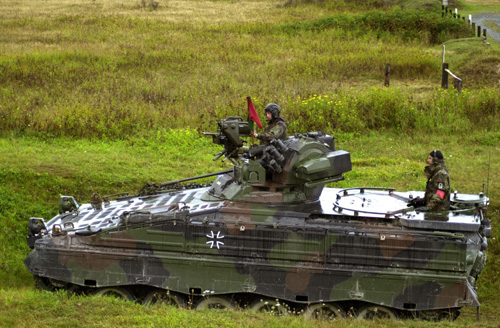
Marder gyalogsági harcjármű
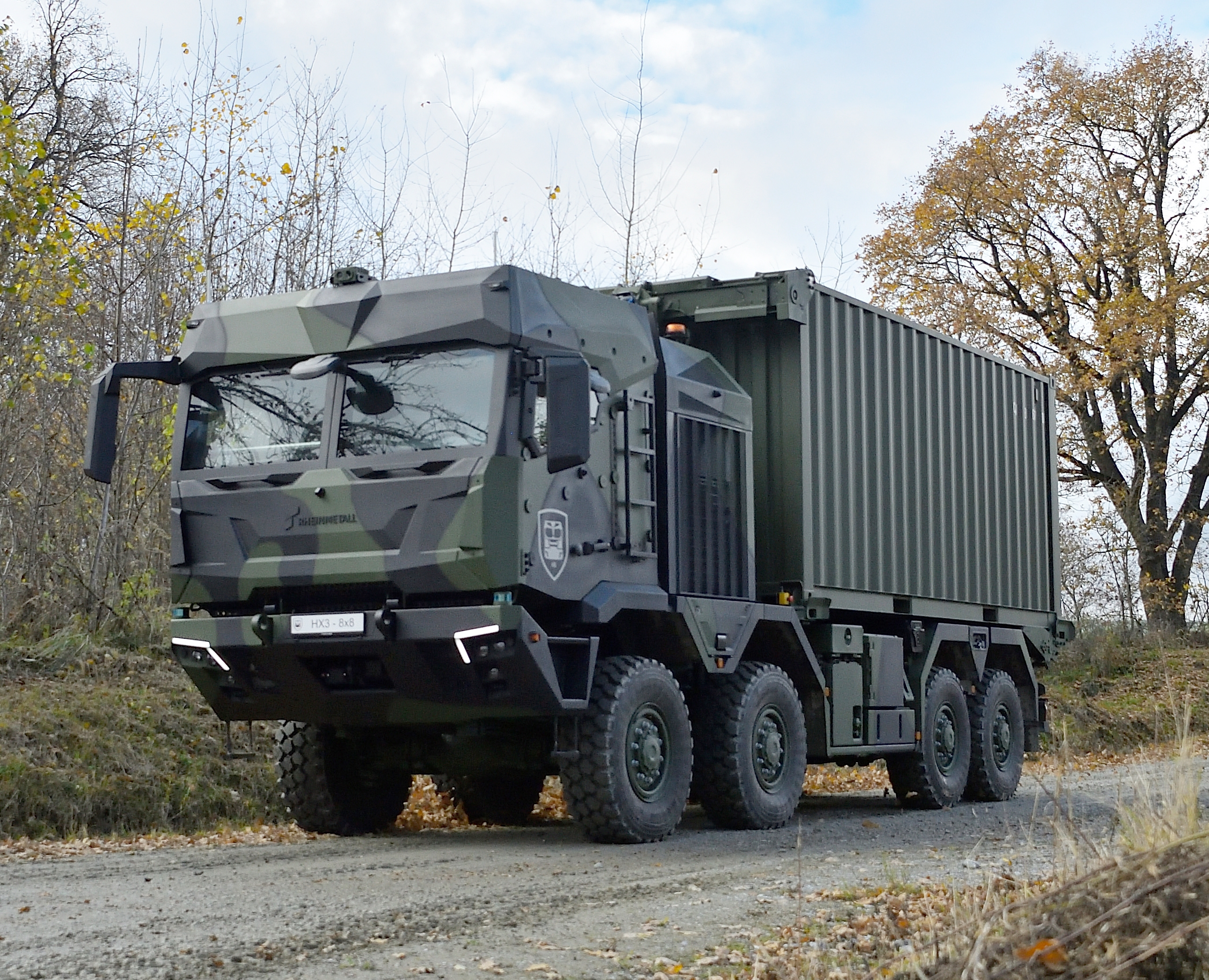
HX3 katonai terepjáró teherautó
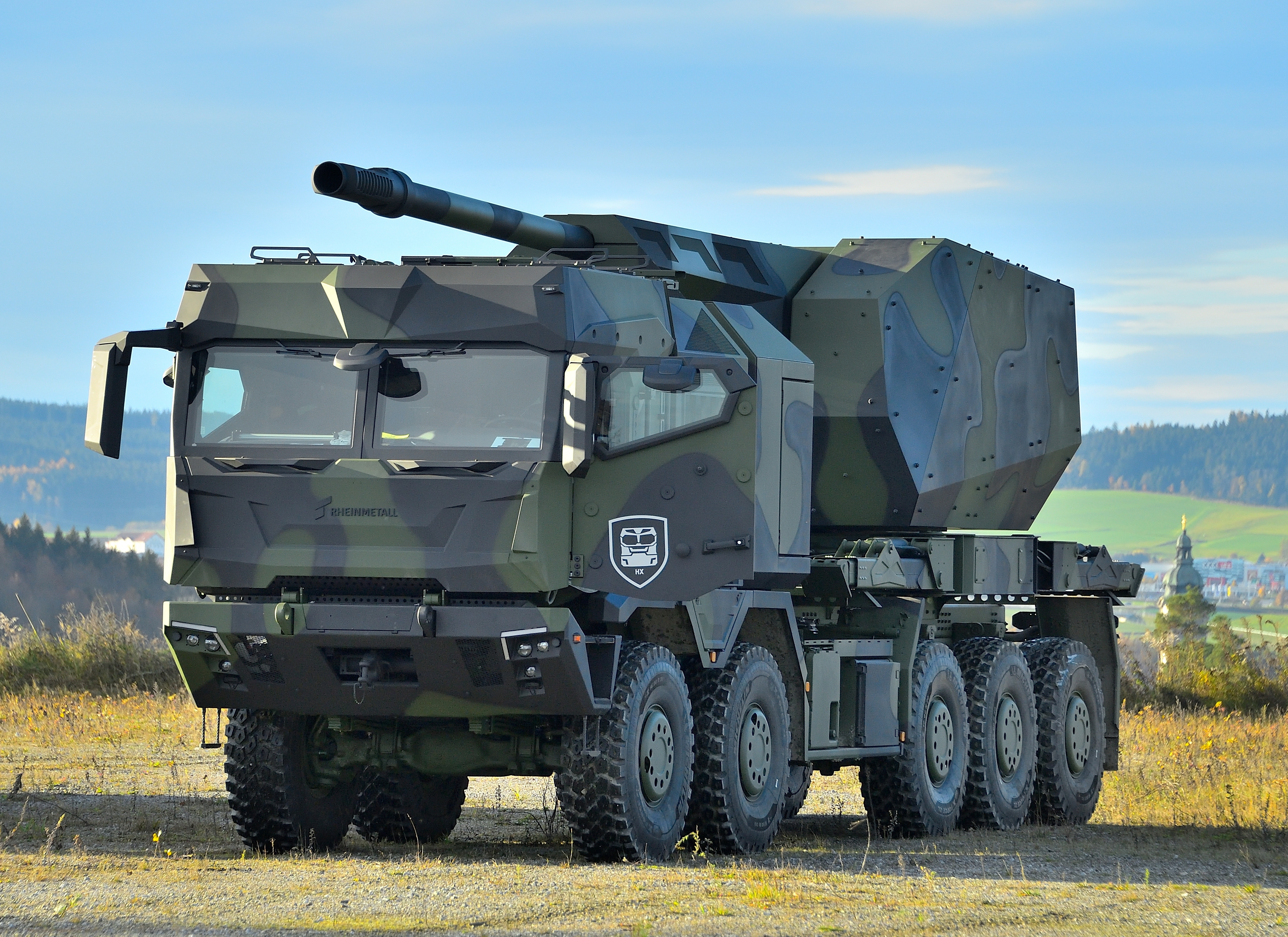
A Rheinmetall legújabb terméke 10x10-es HX3 teherautóra épülő 155 mm-es önjáró löveg
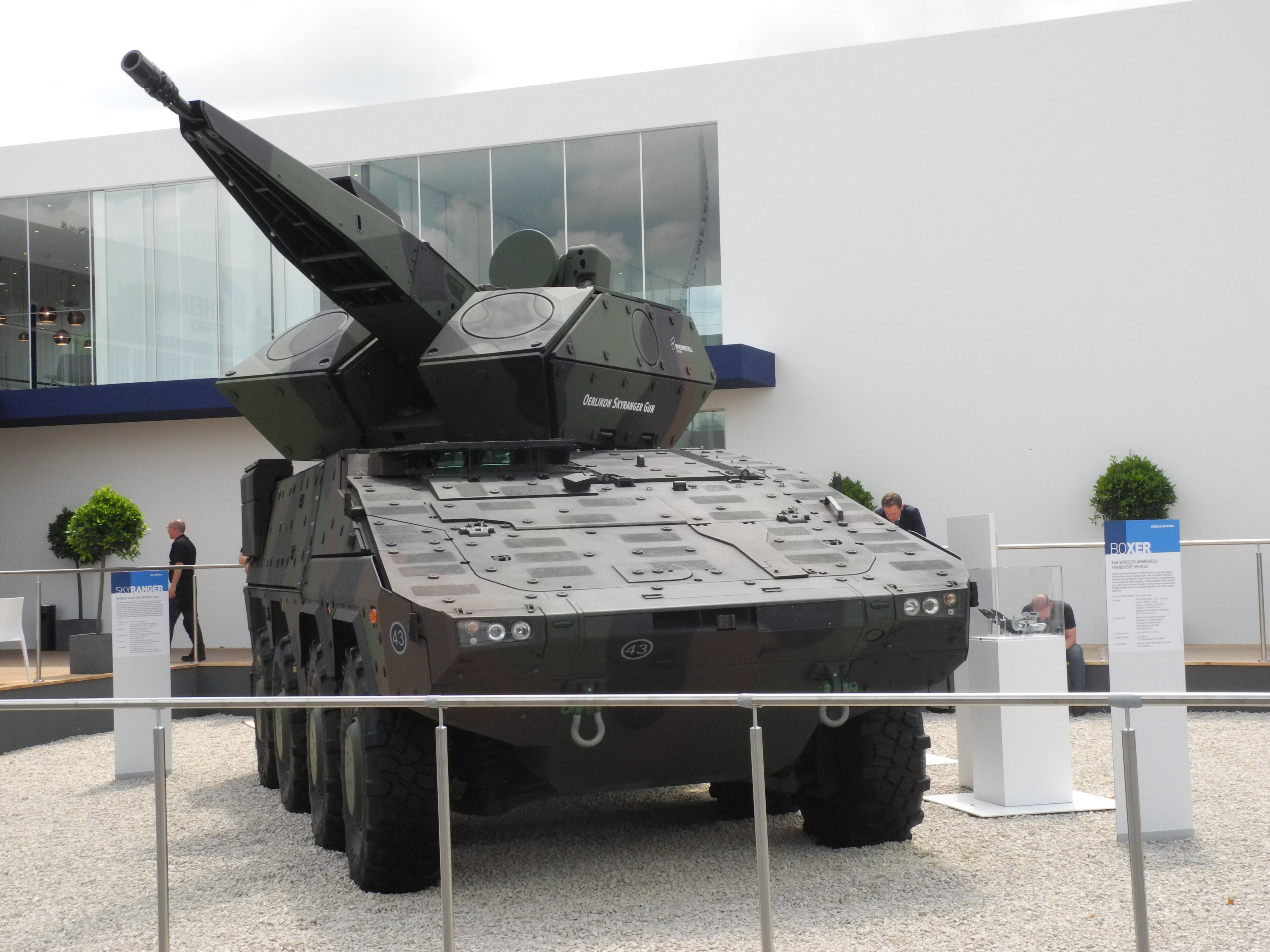
Skyranger 35 légvédelmi gépágyú - a svájci Oerlikon megvásárlásával az RM piacvezetővé vált a légvédelmi gépágyúk piacán
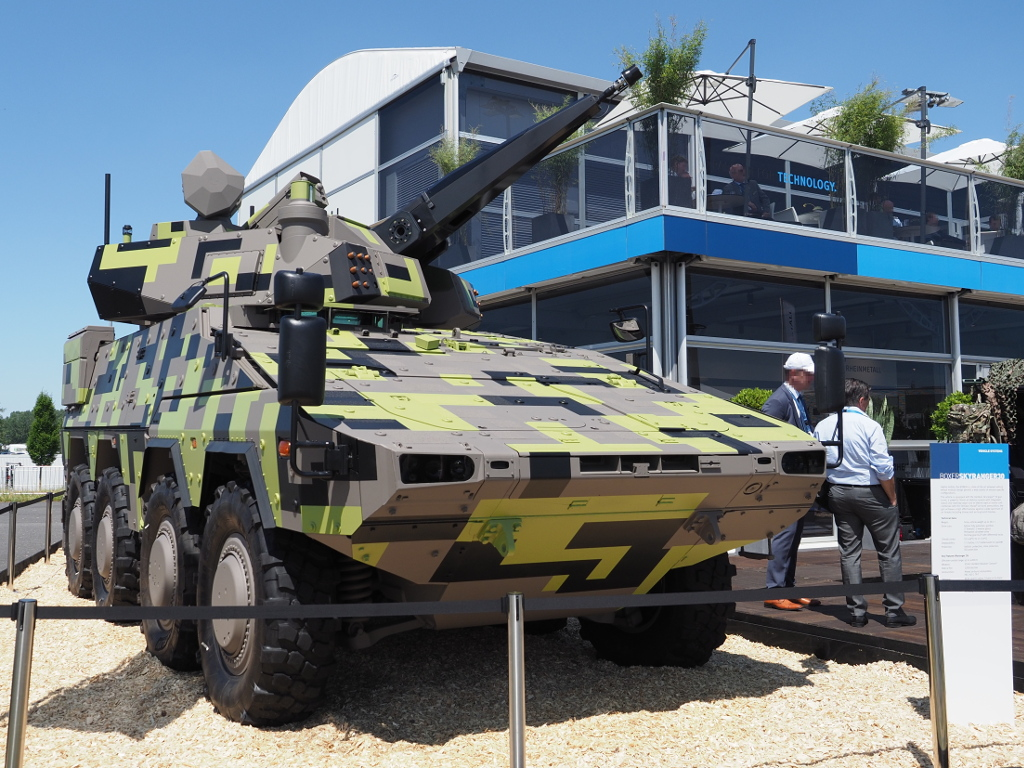
Skyranger 30 önjáró légvédelmi gépágyú
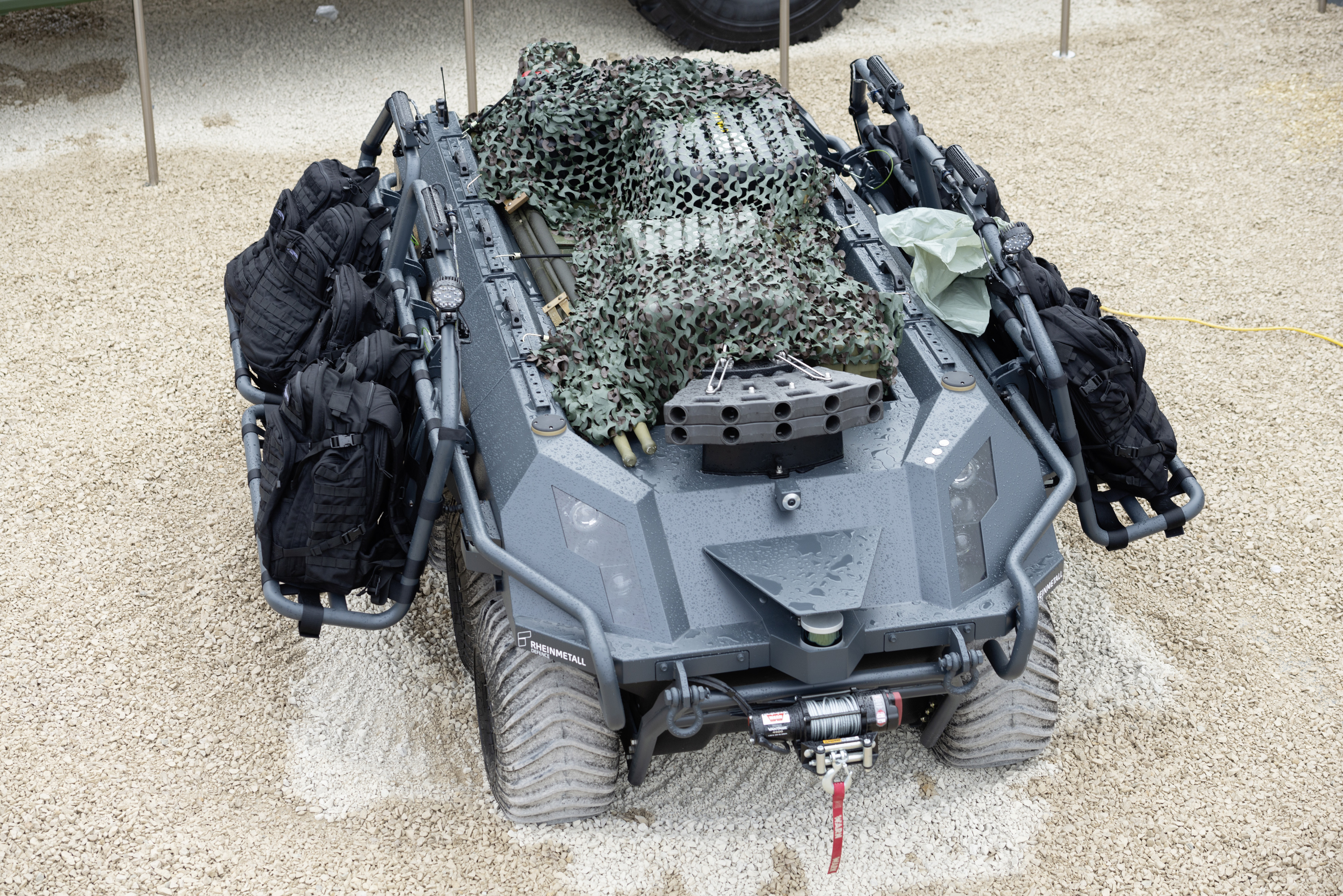
Mission Master UGC - egy sokoldalú harctéri vezető nélküli jármű, "robot"
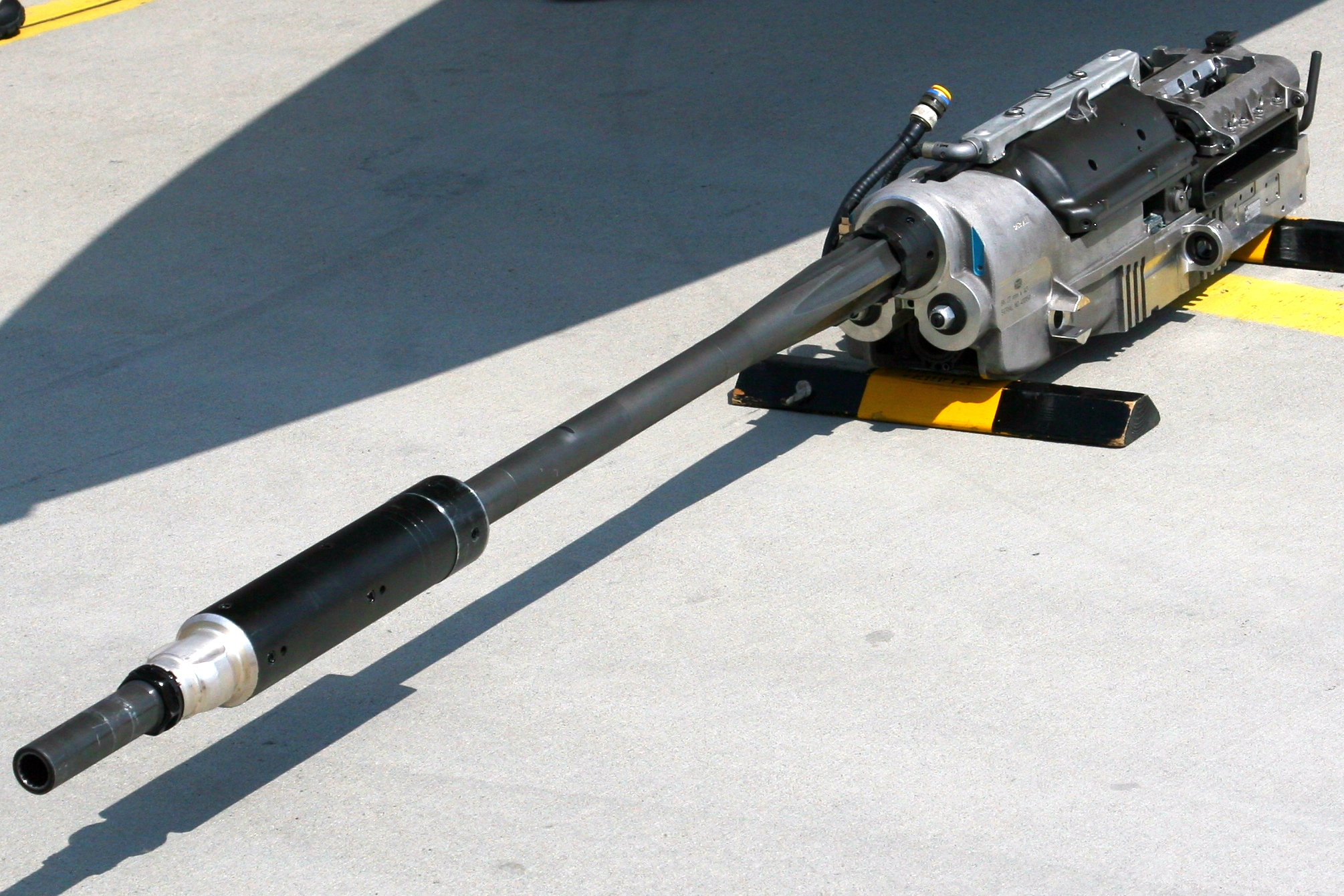
A Gripen BK-27 típusú gépágyúját gyártó Mauser 1996 óta szintén a Rheinmetall csoport tagja.
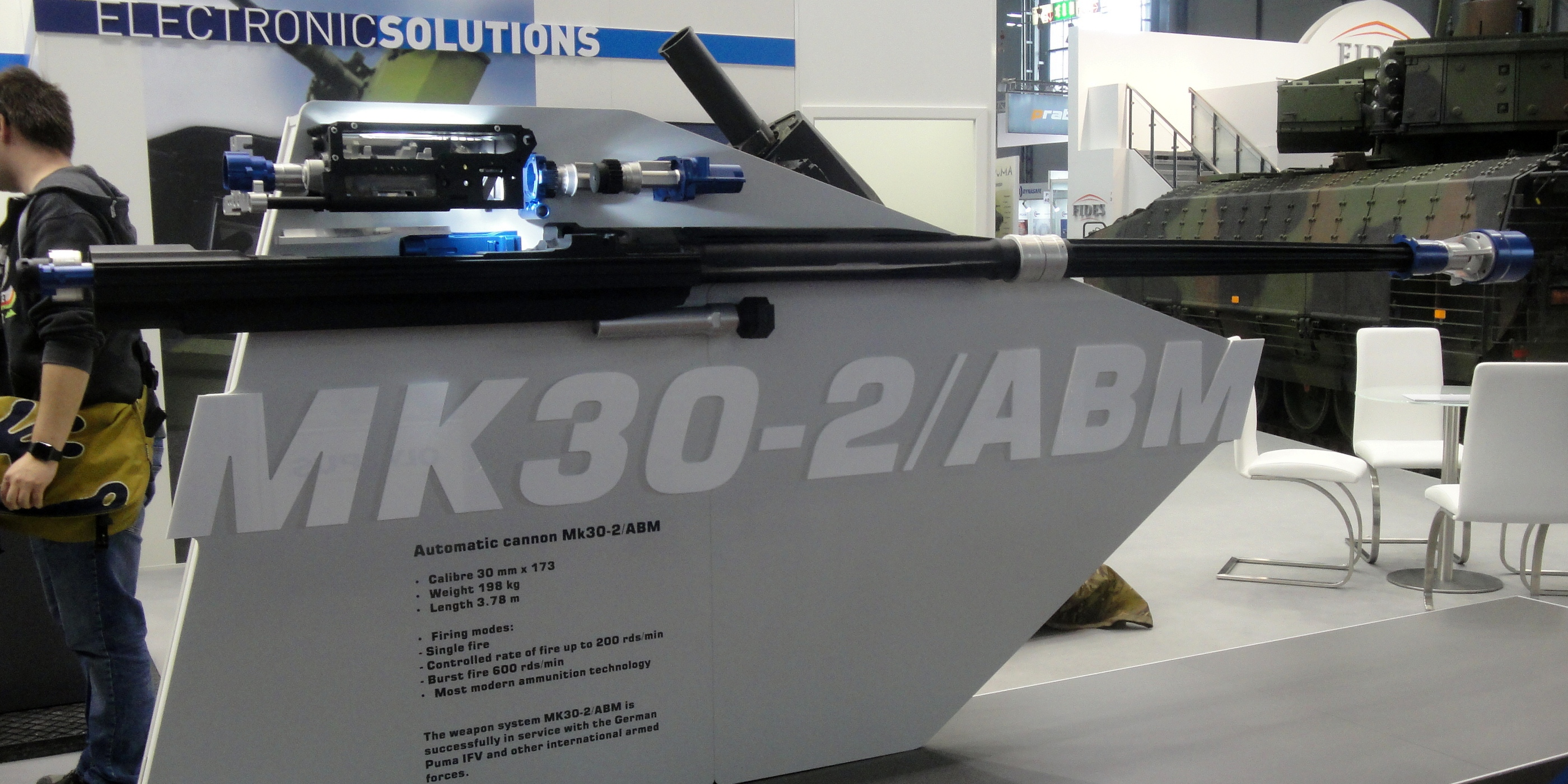
A Lynx és a Puma harcjárművek 30x173mm kaliberű gépágyúja, amely  programozott (időzített) lövedékeket is képes kilőni.
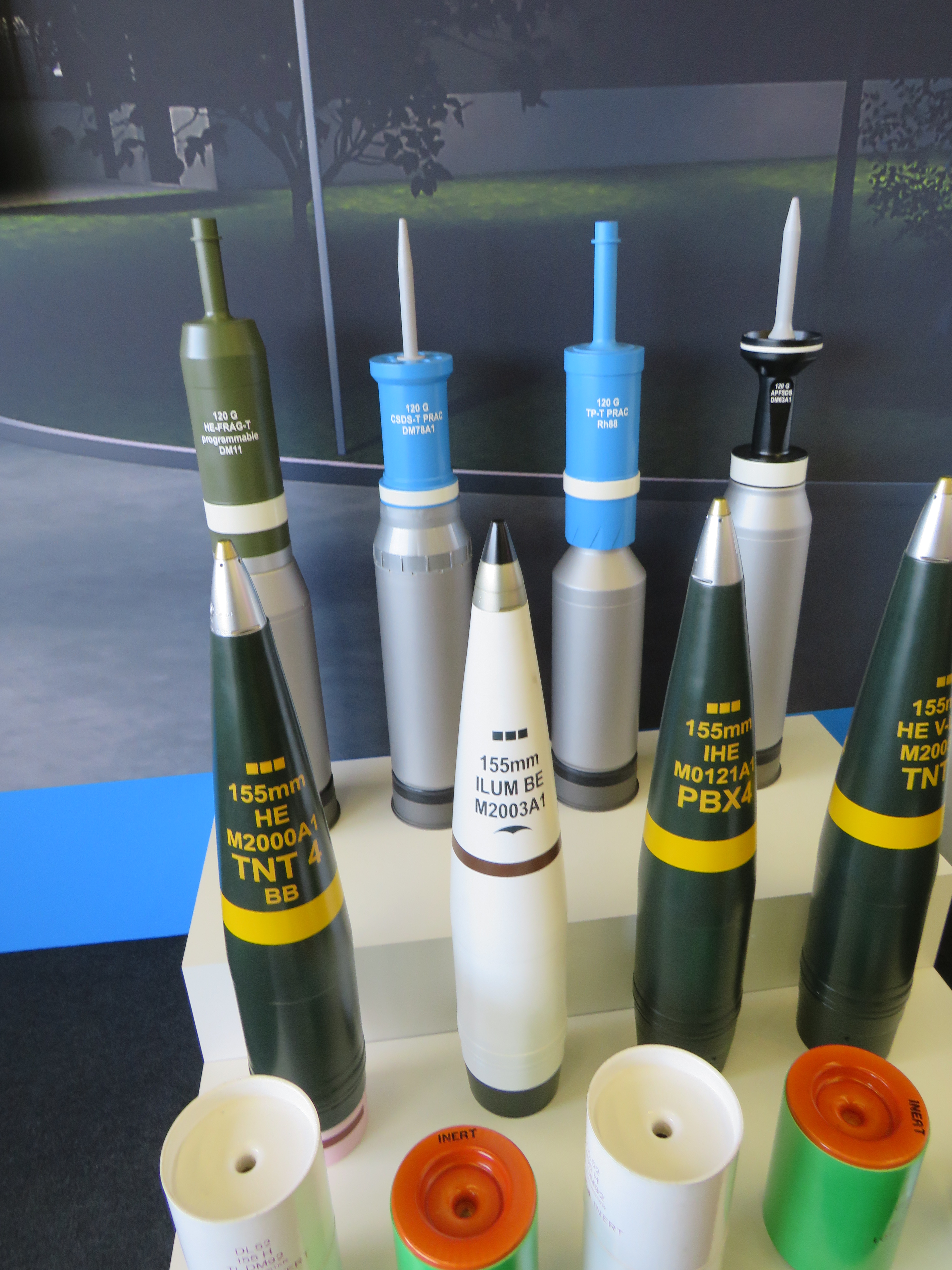
A Rheinmetall Európa egyik legnagyobb lőszergyártója

## A Rheinmetall Magyarországon
2020-ban született megállapodás mintegy 209 darab Rheinmetall Lynx KF41 harcjármű vásárlásáról a Honvédség számára. A szerződés értelmében az első 46 darabot leszámítva valamennyi Magyarországon, pontosabban Zalaegerszegen létesítendő gyárban kerül legyártásra. Ennek meg felelően 2020-ban megalakult a Rheinmetall Hungary Zrt., amelynek 51%-ban a Rheinmetall Landsysteme GmbH, 49%-ban a ZalaZone Ipari Park Zrt. a tulajdonosa. Ez utóbbi tulajdonosa a Magyar Állam, a tulajdonosi joggyakorlója pedig az Innovációs és Technológiai Minisztérium (ITM).  A gyárat magyar állam építtette, Rheinmetall Hungary Zrt. vegyes vállalat 10 évig bérli a csarnokot, telephelyet és a végén megvásárolja az üzemet az üzleti eredményéből. Tehát a végül Rheinmetall Hungary Zrt. tulajdona lesz az egész gyár, mivel a Rheinmetall Hungary Zrt. magyar állami tulajdon 49%-ban, így a gyárban továbbra is lesz magyar tulajdonrész.
A gyárhoz tartozó harcjármű-tesztpálya 2021 július 15-én került átadásra, 2021 szeptember 10-én pedig megtartották a zalai harcjárműgyár bokrétaünnepét, ami azt jelenti, hogy az üzem épülete szerkezetkész lett. A Rheinmetall Hungary Zrt. várhatóan 2023-ban kezdi meg a Lynx harcjárművek gyártását és átlagosan évi 45-50 harcjármű készül majd várhatóan a zalaegerszegi üzemben a hazai igények kielégítésére. Az üzem az elképzelések szerint exportra is termel majd, amennyiben a Lynx harcjárművek sikeresen szerepelnek a jelenleg is folyamatban lévő tendereken. 
A folyamatban lévő szlovák harcjármű tenderre a magyar állam és Rheinmetall közösen nyújtotta be ajánlatát 152 Lynx harcjárműre, amelyek nagy rész Zalaegerszegen készülnének szlovák beszállítókat is bevonva. Sajnos a tendert a brit-svéd CV90 nyerte
A tervek szerint Rheinmetall Hungary Zrt. Zalaegerszeg után a Kaposváron hozza létre második, gumikerekes harci járművek építésével, fejlesztésével foglalkozó telephelyét. Konkrét beruházás egyelőre nem történt ezzel kapcsolatban.
2020 decemberében született megállapodás arról, hogy közepes és nagy kaliberű lőszerek gyártásával foglalkozó üzem létrehozására Várpalotán. Az üzem a Honvédség új harcjárművei által is használt 30, 120 és 155 milliméteres űrméretű lőszereket fogja előállítani, jelentős részben exportra. A 200 millió euróból létrejövő várpalotai lőszergyár várhatóan 2024 második felében kezdi meg a termelést és 2027-ig mintegy kétmilliárd eurós bevételt várnak.
A Rheinmetall nem csak gyártani szeretne Magyarországon, hanem K+F tevékenységének egy részét Magyarországra hozza: hazai cégek és szakemberek bevonásával fejleszti tovább termékpalettáját. A cég első számú vezetője Armin Papperger 2021 májusi látogatás során megállapodás született kis hatótávolságú légvédelmi fegyverrendszerek (Skyranger 30), valamint toronylőfegyverek, továbbá speciális közepes kaliberű gránátok Magyarországon történő fejlesztéséről és gyártásáról.
2021 novemberében a Rheinmetall vállalat részvényvásárlással és tőkeemeléssel 25,1 százalékos tulajdont szerezhet a magyar 4iG informatikai cégben, amellyel a társaság legnagyobb nemzetközi stratégiai befektetőjévé válhat. A Rheinmetall és a 4iG közös informatikai vállalat alapításáról is megállapodott, amely a jövőben a Rheinmetall magyar és egyéb nemzetközi leányvállalatainak IT szolgáltatásait biztosíthatja.
2022 március 26-án átadták a zalaegerszegi Lynx harcjárműveket gyártó üzemet. A gyár "éles üzeme", vagyis a Lynx harcjárművek gyártása 2023-ban kezdődik várhatóan.
2022 december 15-én letették a várpalotai lőszergyár alapkövét. A termelés várhatóan 2024-ben kezdődhet el.

### A Rheinmetall magyarországi leányvállalatai
- Rheinmetall Hungary Zrt. (Zalaegerszeg) - harcjárműgyártás
- Rheinmetall Hungary Munitions Zrt. (Várpalota) - lőszergyártás
- Rheinmetall Electronics Hungary Kft. (Budapest) - szoftverfejlesztés
- Rheinmetall PolyCharge GmbH (Szeged) - nagy kapacitású tranzisztorok fejlesztése és gyártása haditechnikai és civil alkalmazásra egyaránt

## Fordítás
- Ez a szócikk részben vagy egészben  a   Rheinmetall című angol Wikipédia-szócikk ezen változatának fordításán alapul.  Az eredeti cikk szerkesztőit annak laptörténete sorolja fel. Ez a jelzés csupán a megfogalmazás eredetét és a szerzői jogokat jelzi, nem szolgál a cikkben szereplő információk forrásmegjelöléseként.